# Реньёве
Реньёве́ (фр. Regniowez) — коммуна во Франции, находится в регионе Шампань — Арденны. Департамент — Арденны. Входит в состав кантона Рокруа. Округ коммуны — Шарлевиль-Мезьер.
Код INSEE коммуны — 08355.
Коммуна расположена приблизительно в 195 км к северо-востоку от Парижа, в 110 км севернее Шалон-ан-Шампани, в 28 км к северо-западу от Шарлевиль-Мезьера.

## Население
Население коммуны на 2008 год составляло 386 человек.
| 1962 | 1968 | 1975 | 1982 | 1990 | 1999 | 2008 |
| ---- | ---- | ---- | ---- | ---- | ---- | ---- |
| 272  | 344  | 355  | 357  | 366  | 396  | 386  |

## Администрация
| Период | Период | Фамилия            | Партия | Должность |
| ------ | ------ | ------------------ | ------ | --------- |
| 2001   | 2008   | Альфонс Кордевенер |        |           |
| 2008   |        | Жан-Ив Ланьо       |        |           |

## Экономика
В 2007 году среди 238 человек в трудоспособном возрасте (15—64 лет) 179 были экономически активными, 59 — неактивными (показатель активности — 75,2 %, в 1999 году было 65,6 %). Из 179 активных работали 158 человек (84 мужчины и 74 женщины), безработных было 21 (8 мужчин и 13 женщин). Среди 59 неактивных 16 человек были учениками или студентами, 22 — пенсионерами, 21 были неактивными по другим причинам.

## Фотогалерея

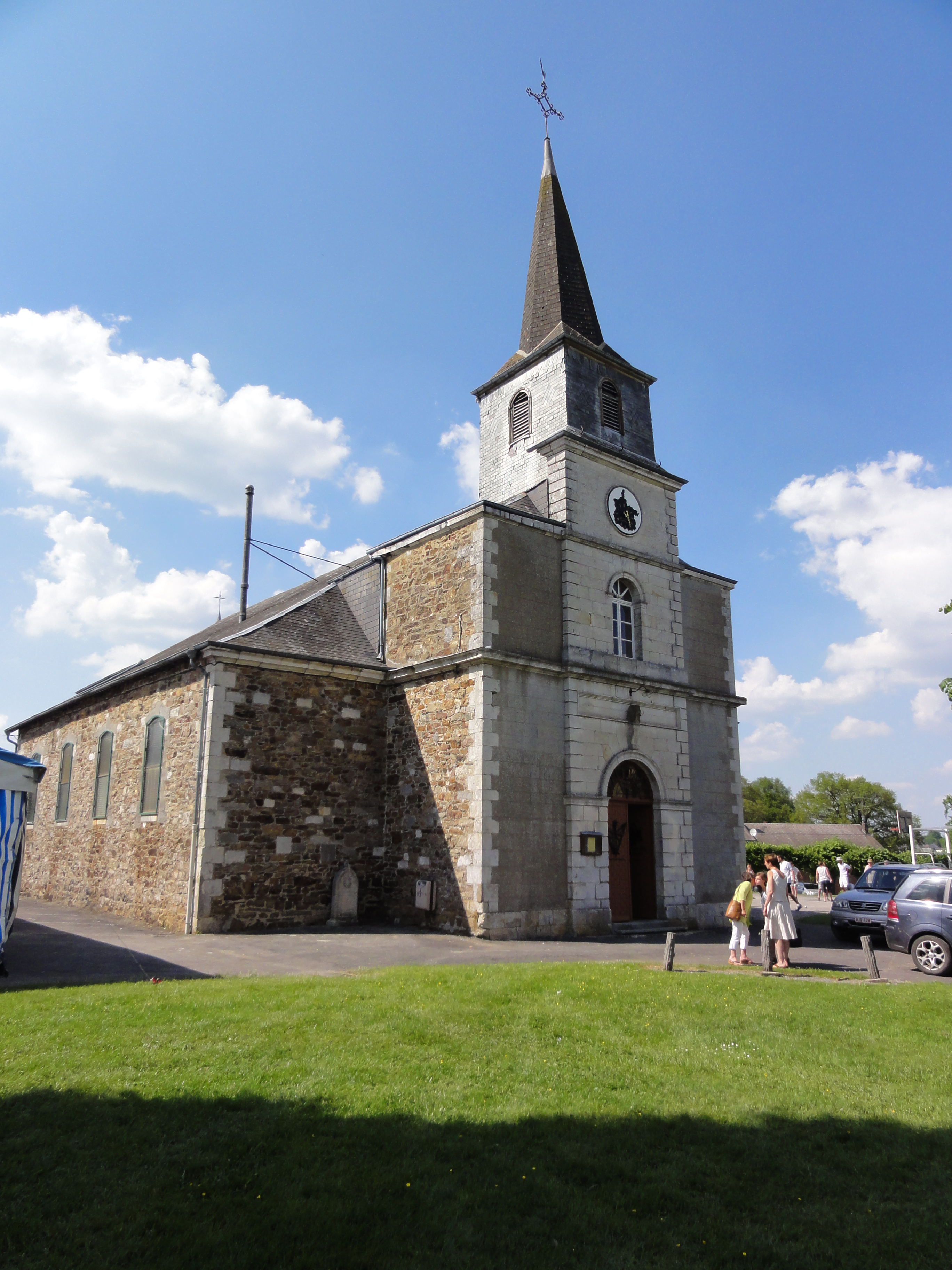
Церковь
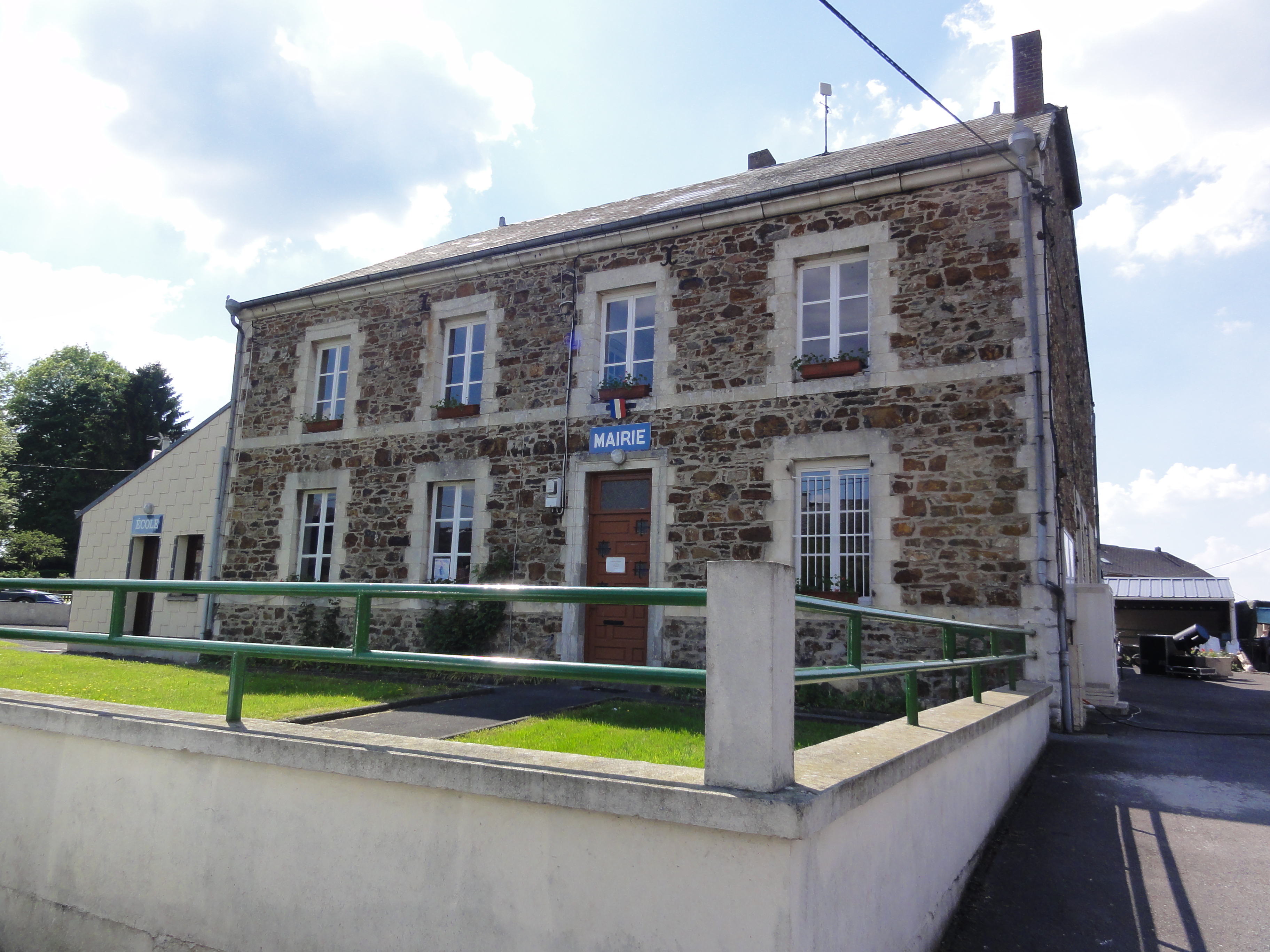
Мэрия
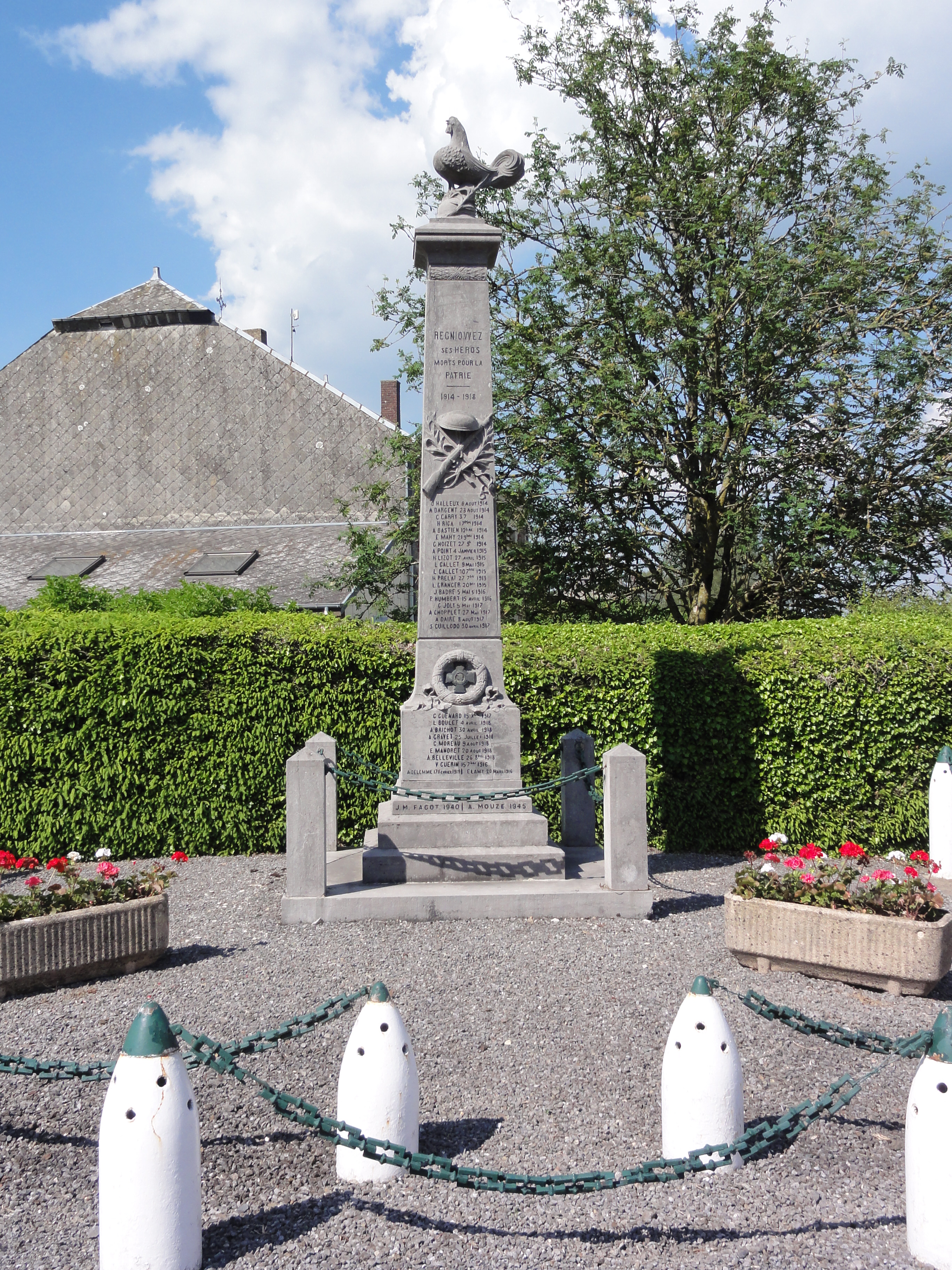
Памятник погибшим в Первой и Второй мировых войнах
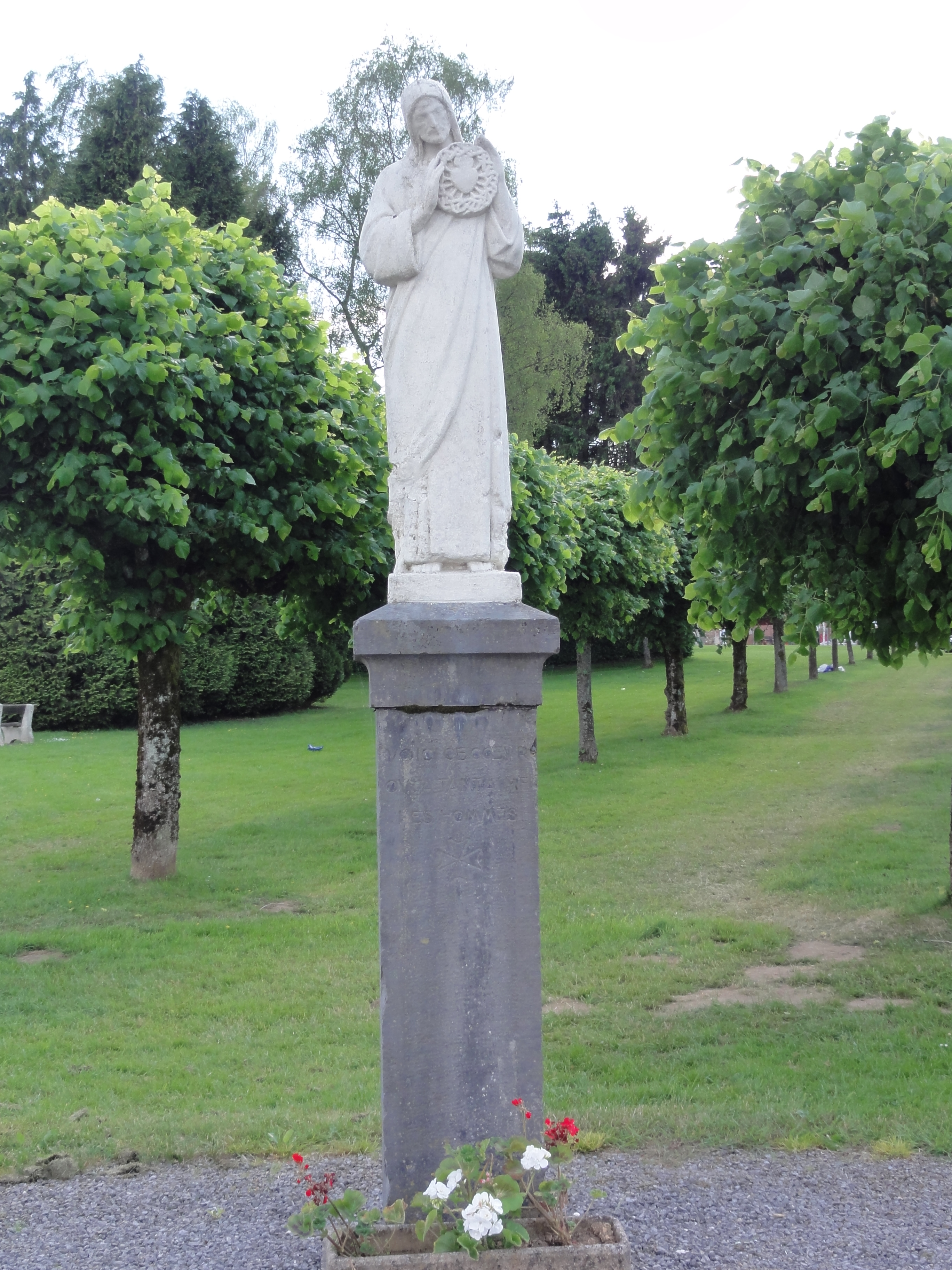
Статуя Сердце Иисусово